# مرتضى الزبيدي
ٱلْمُرْتَضَى ٱلزَّبِيدِيُّ (1145 - 1205 هـ) لُغَويّ، مُحَدِّث، عالمٌ بالرجال والأنساب، صاحب «تاج العَرُوس من جواهر القاموس» أضخمِ مُعْجَم في العربية.

## ترجمته
هو محمد بْنُ محمد بْنِ محمد بْنِ عبد الرزاق، ينتهي نسبه إلى أحمدَ بْنِ عيسى بْنِ زيد بْنِ علي بْنِ الحُسَين بْنِ علي بْنِ أبي طالب. اشتَهَر بالسيِّد المُرتضى الحُسَيني الزَّبِيدي اليَماني الواسِطي العراقي الحَنَفي، ويُكنَّى بأبي الفيض، وأبي الجُود، وأبي الوقت.
أصله من واسط في العراق، ومولده في الهند في بلدة بِلِكرامَ، ومنشؤه في زَبِيدٍ باليمن، رحل إلى الحِجاز، وأقام بمِصر، وبها توفي بمرض الطاعون سنة 1205 هـ.
اشتغل على المحدث محمد فاخر بن يحيى، والدهلوي فسمع عليه الحديث وأجازه، ثم ارتحل لطلب العلم، فدخل مدينة زبيد وأقام بها مدة طويلة حتى قيل له الزبيدي، وبها اشتهر، وحجّ مرارًا وأخذ العلم عن نحو من ثلاث مئة شيخ ذكرهم في معاجمه الكبير والصغير وألفية السند وشرحها، حتى قال عن نفسه في ألفيته:
سافر إلى مِصرَ، ودخلها في تاسع صَفَر، سنة ألف ومائة وسبع وستين، وسكن بخان الصاغة، وأول من أخذ عنه السيد علي المقدسي الحنفي من علماء مِصرَ، وحضر دروس أشياخ الوقت كالشيخ أحمد الملوي، والجوهري والحنفي والبليدي والصعيدي والمدابغي، وتلقى عنهم، فأجازوه، وشهِدوا بعلمه، وفضله، وجَوْدة حفظه.
ولقد اعتنى به «إسماعيل كتخدا عزبان» وتولاه برعايته حتى راج أمره، وعَرَفَه العامةُ والخاصَّة، وسافر إلى الصعيد ثلاث مرات، واجتمع بأعيانه وأكابره وعلمائه، وأكرمه شيخ العرب همام، وإسماعيل أبو عبد الله، وأبو علي، وأولاد نصير، وأولاد وافي، وهادوه وبرّوه.

## أقوال العلماء فيه
- قال عنه محدث بلاد الشام الوجيه عبد الرحمن الكزبري: (إمام المسندين وخاتمة المحدثين).
- قال عنه الزركلي في ترجمته: «زاد اعتقاد الناس فيه حتى كان في أهل المغرب كثيرون يزعمون أن من حج ولم يزر الزبيدي ويصله بشئ لم يكن حجه كاملا!».[3]
- وقال عنه من أعلام المغرب الحافظ ابن عبد السلام الناصري في رحلته لما ترجمه فيها: (ألفيته عديم النظير في كمال الاطلاع والحفظ واللغة والأنساب، فهو والله سيوطي زمانه، انخرق له من العوائد ما انخرق لابن شاهين وابن حجر والسيوطي).
- وقال عنه عالم مصر الشمس محمد بن علي الشواني الأزهري: (شيخ الإسلام علامة الأنام ناشر لواء السنة المحمدية، وواصل الأسانيد النبوية أبو الجود وأبو الفيض).
- وقد ترجمه من متأخري المصريين محمد إبراهيم فني المصري في جزء صغير سماه (الجوهر المحسوس في ترجمة صاحب القاموس).

## مؤلفاته وكتبه
خلف نحو (107) عملًا أدبيًا، بين رسالة وكتاب، أهمها وأضخمها شرحُه على «القاموس» المسمَّىٰ «تاج العروس من جواهر القاموس»، ومنها شرح كتاب إحياء علوم الدين للغزالي أملاه في (11) عاماً، وفَرَغَ منه سنة 1201 هـ ولامه سلطان المغرب على تضييع وقته فيه، في رسالة ذكرها الجَبَرتي، وطبع الكتاب في عشَرة مجلدات ضخمة. ومنها رسالة سماها (قلنسوة التاج) في إجازة الشيخ محمد بن بدير المقدسي برواية تاج العروس من جواهر القاموس.
ومن كتبه وتآليفه الباقية:
- تاج العَرُوس من جواهر القاموس، 10 مجلدات، وحققه المجلس الوطني للثقافة والفنون والآداب في الكويت وطبعه في 40 مجلدة.
- إتحاف السادة المتقين في شرح إحياء علوم الدين للغزالي، 10 مجلدات، طبعة مصر
- أسانيد الكتب الستة.
- عقود الجواهر المنيفة في أدلة مذهب الإمام أبي حنيفة ، مجلدان
- كشف اللثام عن آداب الإيمان والإسلام
- رفع الشكوى وترويح القلوب في ذكر ملوك بني أيوب
- معجم شيوخه
- ألفية السند، في الحديث 1500 بيت، وشرحها
- التكملة والصلة والذيل لما فات صاحب القاموس من اللغة، في مجلدين ضخمين
- إيضاح المدارك بالإفصاح عن العواتك، رسالة
- عقد الجمان في بيان شعب الإيمان، رسالة
- تحفة القماعيل، في مدح شيخ العرب إسماعيل، بخطه
- تحقيق الوسائل لمعرفة المكاتبات والرسائل
- جذوة الاقتباس في نسب بني العباس
- حكمة الإشراق إلى كتاب الآفاق
- الروض المعطار في نسب السادة آل جعفر الطيار
- مزيل نقاب الخفاء عن كنى سادتنا بني الوفاء، أو (رفع نقاب الخفا، عمن انتمى إلى وفا وأبى الوفا)
- بلغة الأريب في مصطلح آثار الحبيب
- تنبيه العارف البصير على أسرار الحزب الكبير[4]
- سفينة النجاة المحتوية على بضاعة مزجاة من الفوائد المنتقاة
- غاية الابتهاج لمقتفي أسانيد مسلم بن الحجاج
- لقط اللآليء المتناثرة في الأحاديث المتواترة
- نشوة الارتياح في بيان حقيقة الميسر والقداح
- العرائس المجلوة في ذكر أولياء فوة، في الرباط [5]

## وفاته
تُوُفِّيَ المرتضى الزَّبِيديُّ بالطاعون في شَعبانَ، سنةَ 1205 هـ، بعد أن صلى صلاة الجُمُعة في مسجد الكردي القريب من داره، فدخل داره واعتُقل لسانه في تلك الليلة، وظل في فراشه مريضًا حتى تُوفي يومَ الأحد.